# Пьявицы (Oulema)
Пьявицы (лат. Oulema) — род жуков из подсемейства трещалок семейства листоедов.

## Распространение
На территории России  встречаются девять видов.

## Описание
Темя шире длины, его передний угол тупой. Переднеспинка обычно с перетяжкой у основания.

## Экология
Имаго и их личинки питаются листьями злаков, образуют узкие полосы

## Систематика
Некоторые виды этого рода:
- Oulema duftschmidi (Redtenbacher, 1874)
- Oulema erichsonii (Suffrian, 1841)
- Oulema gallaeciana (Heyden, 1870)
- Oulema hoffmannseggii (Lacordaire, 1845)
- Oulema magistrettiorum (Ruffo, 1964)
- Oulema medioplagiata (Jacoby, 1898)
- Oulema melanopus (Linnaeus, 1758)
- Oulema queenslandica (Heinze, 1942)
- Oulema rufocyanea (Suffrian, 1847)
- Oulema rufotincta (Clark, 1866)
- Oulema septentrionis (Weise, 1880)
- Oulema tristis (Herbst, 1786)